# Saguday
Saguday is een gemeente in de Filipijnse provincie Quirino in het noordoosten van het eiland Luzon. Bij de laatste census in 2007 had de gemeente ruim 13 duizend inwoners.

## Geografie

### Bestuurlijke indeling
Saguday is onderverdeeld in de volgende 9 barangays:
- Cardenas
- Dibul
- Gamis
- La Paz
- Magsaysay
- Rizal
- Salvacion
- Santo Tomas
- Tres Reyes

## Demografie
Saguday had bij de census van 2007 een inwoneraantal van 13.479 mensen. Dit zijn 1.262 mensen (10,3%) meer dan bij de vorige census van 2000. De gemiddelde jaarlijkse groei komt daarmee uit op 1,37%, hetgeen lager is dan het landelijk jaarlijks gemiddelde over deze periode (2,04%). Vergeleken met de census van 1995 is het aantal mensen met 2.579 (23,7%) toegenomen.

De bevolkingsdichtheid van Saguday was ten tijde van de laatste census, met 13.479 inwoners op 65,92 km², 204,5 mensen per km².